# División política del Óblast de Leningrado
El óblast de Leningrado está formado por diecisiete distritos y una localidad con un estatus independiente: Sosnovy Bor. El distrito de Lomonosovskiy es el único de Rusia que dispone de centro administrativo (en Lomonosov). 
En términos de extensión, el distrito más extenso es Podporozhskiy con 7.706 km² mientras que el más pequeño es Lomonosovskiy con 1.919 km²

## División administrativa
La siguiente lista está ordenada acorde con el alfabeto cirílico:

División territorial del óblast

| Nr. | Raion         | Población | Área y densidad de población (en km²) |
| --- | ------------- | --------- | ------------------------------------- |
| 1   | Boksitogorski | 53.842    | 7.201,74/ 7,50                        |
| 2   | Volosovsky    | 49.443    | 2.680,53/ 18                          |
| 3   | Volkhovsky    | 95.182    | 5.124,65/ 19                          |
| 4   | Vsevolozhsky  | 260.478   | 2.945/ 88                             |
| 5   | Vyborgsky     | 204.408   | 7.546,04/ 27                          |
| 6   | Gatchinsky    | 233.396   | 2.891,81/ 81                          |
| 7   | Kingiseppsky  | 78.183    | 2.907,14/ 27                          |
| 8   | Kirishsky     | 63.764    | 3.045,30/ 21                          |
| 9   | Kirovsky      | 101.353   | 2.634,18/ 38                          |
| 10  | Lodeynopolsky | 30.469    | 4.910,95/ 6,20                        |
| 11  | Lomonosovsky  | 70.347    | 1.919,17/ 37                          |
| 12  | Luzhsky       | 78.759    | 6.006/ 13                             |
| 13  | Podporozhsky  | 31.753    | 7.705,50/ 4,10                        |
| 14  | Priozersky    | 62.193    | 3.597,02/ 17                          |
| 15  | Slantsevsky   | 43.523    | 2.191,09/ 20                          |
| 16  | Tikhvinsy     | 70.988    | 7.018/ 10                             |
| 17  | Tosnensky     | 122.999   | 3.601,86/ 34                          |